# 菸田少年
菸田少年為客家電視台於2008年推出的客語劇集，每集大約45分鐘，合計20集。導演為張修誠；改編自吳錦發的半自傳小說《青春三部曲：閣樓‧春秋茶室‧秋菊》。

## 劇情簡介
「菸田少年」故事背景是六十年代的美濃，是阿發、羅胖、阿威、富林，這四個個高中生的青春紀事。美濃是著名的客家聚落，也保留日治時期的遺址。明治時期開始便引進菸葉在美濃一帶種植，故事中的阿發家以菸業為生，擁有一棟專門用來烤菸的菸樓，也就是劇中提及的『閣樓』。
少年阿發是面臨大學聯考壓力的高三學生，與同班的三個死黨，被村裡的人稱為「美濃四大金剛」。四大金剛每天騎著腳踏車穿梭在美濃，劇情主題是他們的學校、家庭、愛情、友情交織的生活，表現出當時美濃的生活型態、在地地景和青少年的煩惱。他們愛玩、勇於嘗試，有情竇初開的青澀情感，也有青春期少年共同的煩惱。幾個主要角色的家庭背景各異，阿發家以種植菸草為生，富林家經營春秋茶室。另外，也有不幸被賣進火坑的女孩角色陳美麗。阿發與陳美麗的情感故事是「菸田少年」故事的一大主軸。
吳錦發指出，「青春三部曲」原著分三個階段，從青春初期幻想的「閣樓」，到青春中期的「春秋茶室」，到两性交往的「秋菊」。電視劇「菸田少年」由「春秋茶室」開始改編，穿插「閣樓」的回憶，再延伸到「秋菊」。

## 演員表
| 角色   | 演員           |
| ------ | -------------- |
| 吳在發 | 張善為         |
| 陳美麗 | 高蕾雅         |
| 高秋菊 | 羅瑤           |
| 陳永威 | 藍葦華         |
| 馬富林 | 陳正偉(陳白瑋) |
| 羅志平 | 吳震亞         |

## 音樂
主題曲：菸田
- 作詞：鍾永豊
- 作曲：林生祥
- 編曲：林生祥、大竹研
- 演唱：林生祥
- 吉他：林生祥、大竹研
- 製作：大大樹音樂圖像

片尾曲：毋好噭
- 作詞：曾秀梅、林生祥
- 作曲：林生祥
- 編曲：林生祥、大竹研
- 演唱：林生祥
- 吉他：林生祥、大竹研
- 製作：大大樹音樂圖像

主題音樂：回望
- 曲吉他：大竹研
- 編曲：大竹研、謝杰廷
- 手風琴：謝杰廷
- 製作：大大樹音樂圖像

## 金鐘獎入圍紀錄[4]
- 金鐘獎戲劇節目獎 客家文學大戲－菸田少年（客家電視台）入圍
- 金鐘獎戲劇節目男主角獎 張善為／客家文學大戲菸田少年（客家電視台） 入圍
- 金鐘獎戲劇節目編劇獎 陳美珊、陳彬彬、曹曉華／客家文學大戲－菸田少年（客家電視台）入圍